# Casa Miquel Clavé
La casa Miquel Clavé és un edifici situat al carrer d'Avinyó, 20 de Barcelona, catalogat com a bé d'interès local. Des de principis del segle xx hi ha el col·legi de les Religioses de la Sagrada Família d'Urgell.

## Història
El 1855, el viguetà Ramon Figueras i Porret (1813-1882), exmagistrat de l'Audiència de Barcelona i futur alcalde de la ciutat, va pactar amb el paleta de Sarrià Joan Mumbrú i Bordas la reedificació de la casa del núm. 18 del carrer d'Avinyó amb 90 pams d'amplada, a canvi de cedir-li les parts sobrants de la seva extensa finca, que havia heretat del seu pare Marià Figueras i Pou. Una d'elles era una llenca de terreny a la banda meridional, que l'any següent vengué al comerciant Miquel Clavé i Espanya, el qual va adquirir també la finca del núm. 20 a Josepa Bartra, vídua de Magí Canela. El projecte fou encarregat a l'arquitecte Josep Buxareu, que també dissenyà l'edifici de Figueras.
A més de cònsol d'Equador, Clavé era soci de la companyia Dotres, Clavé i Fabra, comerciants i fabricants de filats i teixits de seda, i hi va establir-ne el dipòsit: «Aviñó, 20, Depósito de la Fábrica de los Señores Dotres, Clavé y Fabra. Torcidos y tejidos de seda. Especialidad en glasés negros; tules de seda y blondas mecánicas, con real privilegio esclusivo de S.M. Centros de mantillas.» També hi residien el seu gendre Casimir Girona i Agrafel i la seva filla Emília Clavé i Flaquer, que heretaria la propietat.

## Descripció
Edifici de planta baixa i tres pisos estructurat al voltant d'un pati central envoltat de quatre grans arcs carpanells.
A la façana, d'aspecte simètric, s'hi obren tres portals a la planta baixa: un de principal d'arc escarser, que dona accés al pati, i un de mig punt a cada costat. A sobre, s'aixequen el pis principal, amb balcons de llosana de pedra, sobre mènsules en forma de volutes, i barana de ferro i marc de llinda motllurat; i, separats del principal per una imposta, dues plantes més de pisos. El coronament té una cornisa amb denticles.

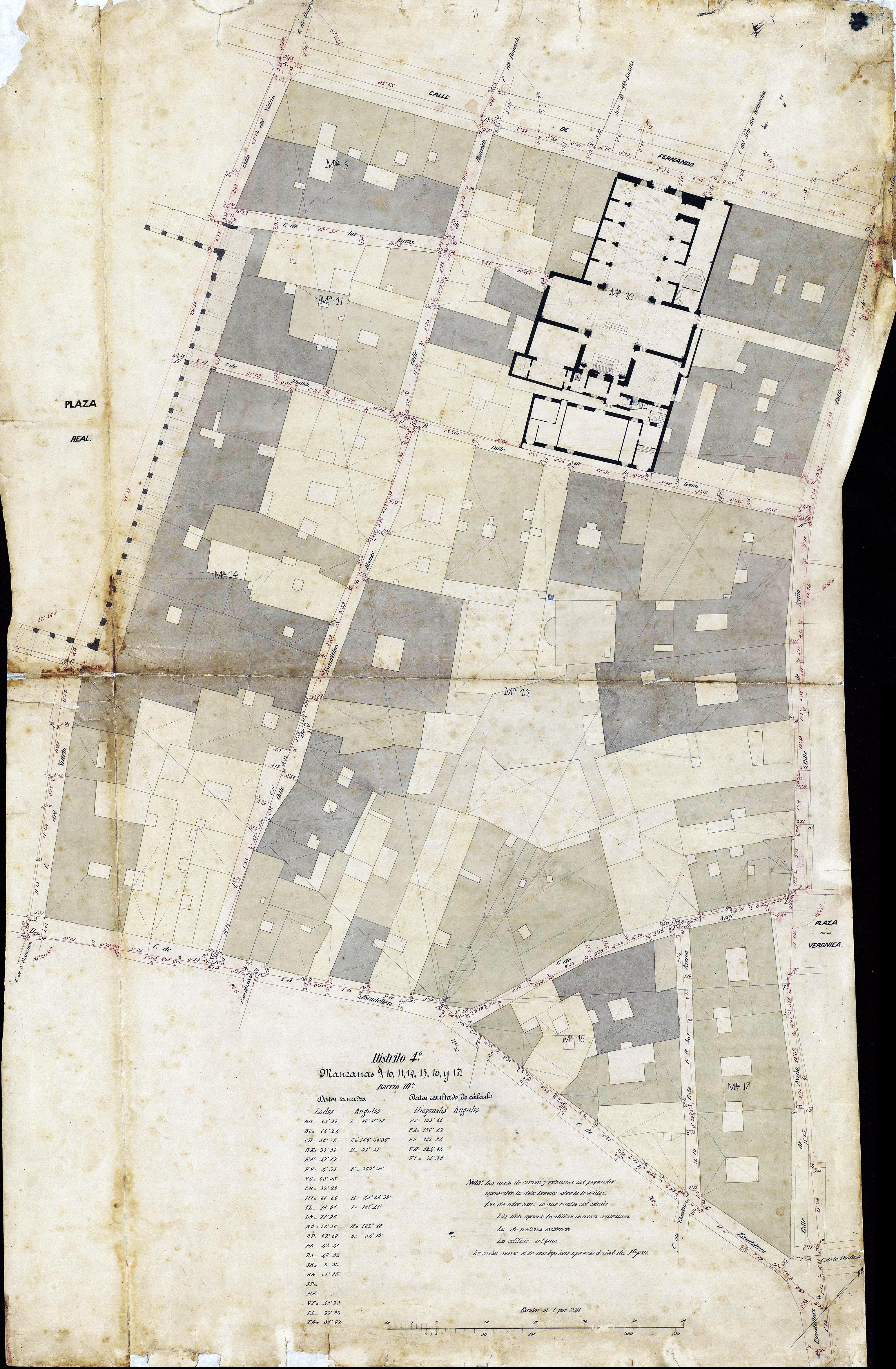
Quarteró núm. 117 de Garriga i Roca (c. 1860)